# Il Brasile Può di Più
Il Brasile può di più (por: O Brasil pode mais) era una coalizione centrista, guidata dal Partito della Social Democrazia Brasiliana (PSDB), sorta per le elezioni presidenziali del 2010. Era formata da sei partiti: PSDB, DEM, PTB, PPS, PMN e PTdoB. Il suo candidato alla presidenza è stato l'ex governatore di San Paolo José Serra dal PSDB e il candidato alla vicepresidenza fu il deputato federale per Rio de Janeiro Indio da Costa dei DEM. Il 3 ottobre, Serra è stato il secondo più votato candidato alle elezioni presidenziali. Tuttavia l'altra candidata, Dilma Rousseff, così come Serra, non è riuscita ad ottenere il 50% dei voti necessari per governare, e quindi ci fu un ballottaggio il 31 ottobre.
Alle elezioni parlamentari, Il Brasile può di più ottenne 136 su 513 seggi alla Camera dei Deputati, nonché 25 su 81 seggi al Senato federale. Questo risultato è stato nettamente più basso rispetto alla coalizione lulista avversaria. D'altra parte, il centro-sinistra di Per un Brasile che Continui a Cambiare, che ha riunito più forze sotto l'ala del successore designato di Lula Dilma Rousseff, ha raggiunto un numero di seggi più alto della storia brasiliana.